# Strumpvargspindel
Strumpvargspindel (Pardosa prativaga) är en spindelart som först beskrevs av Ludwig Carl Christian Koch 1870.  Strumpvargspindel ingår i släktet Pardosa och familjen vargspindlar. Arten är reproducerande i Sverige. Utöver nominatformen finns också underarten P. p. scoparia.